# ゆうき哲也
ゆうき 哲也（ゆうき てつや、1941年9月9日 - 2021年1月4日）は、日本のお笑いタレント・俳優。元チャンバラトリオメンバー。
旧芸名は結城 哲也で、一時期ゆう輝 哲也と改名していた時期がある（全て読みは同じ）。本名は井上 哲也。
長女は吉本新喜劇の佑希梨奈。俳優の井上茂は実弟。

## 来歴
同志社大学を半年で中退後、1960年に東映に入社し、スター俳優であった高倉健の付き人として活動する傍ら、他のチャンバラトリオのメンバーと同じく端役・斬られ役として映画に出演していた。
1968年、病気療養中だった南方英二の代役としてチャンバラトリオに加入した。主にツッコミを担当し、南方の復帰によってチャンバラトリオはトリオではなく4人組となったが、結城は脱退せず、そのままメンバーとして在籍した。
1980年、同じ吉本興業所属芸人のWヤング・中田治雄が借金苦で1979年に自殺したことをきっかけに、月亭可朝・間寛平と共に結城が野球賭博に関与していた事実が明らかになり、3人は略式起訴され、結城は謹慎となった。謹慎期間が明けた後はチャンバラトリオのメンバーに復帰して活動したが、1983年にチャンバラトリオを脱退した。
1990年に再びチャンバラトリオに復帰した。この時期には、日本テレビ系『ビートたけしのお笑いウルトラクイズ』の「人間性クイズ」の仕掛人として度々出演し、「結城哲也はSMがお好き」というコーナーが存在した。1994年、チャンバラトリオのメンバーだった伊吹太郎が、借金問題で吉本興業を解雇され脱退し、同時に結城も俳優に転向することを決意し、再びチャンバラトリオを1994年に脱退した。
以降、『極道の妻たち』などに出演するほか、映画・Vシネマシリーズ『難波金融伝・ミナミの帝王』に、沢木の親分役でレギュラー出演し、同作品のプロデューサーとしても名を連ねた。ミナミの帝王を製作するエクセレントフィルムと関係が深く、同社が製作する映画・Vシネマの多くにプロデューサーとして関与した。
長年糖尿病を患っていたが、2021年1月4日、敗血症のため死去した。79歳没。

## 主な出演作品

### 映画
- 間諜（1964年、東映、沢島忠監督）
- 日本侠客伝 浪花篇（1965年、東映、マキノ雅弘監督）
- 大奥(秘)物語（1967年、東映、中島貞夫監督）
- 人間魚雷 あゝ回天特別攻撃隊（1968年、東映、小沢茂弘監督）
- どついたるねん（1989年、ムービーギャング、阪本順治監督）
- シンクロニシティ（1990年） - 大阪花博での上映作品
- 難波金融伝・ミナミの帝王 シリーズ - 沢木組組長 沢木英雄
- 風、スローダウン（1991年、東映、島田紳助監督） - 工場現場親方(オサムのバイト先)
- 極道の門 実録・大阪頂上戦争（1994年、ギャガ・コミュニケーションズ、白井政一監督） - 赤垣常雄
- 第三の極道（1995年） - 藤堂組系武田組組長 武田源三
- みんな〜やってるか!（1995年、日本ヘラルド映画、ビートたけし監督） - 親分
- 新・悲しきヒットマン（1995年、ギャガ・コミュニケーションズ、望月六郎監督） - 平川
- 残侠 ZANKYO（1999年、東映、関本郁夫監督）
- 拳銃と目玉焼（2013年、安田淳一監督） - 金融屋山盛

### テレビドラマ
- 俺は用心棒 第22話「見知らぬ旅の客」（1967年、NET / 東映）
- 暴れん坊将軍II 第189話「仇姿、つよい女が泣きました!」（1987年、ANB / 東映） - 丑松
- わが歌・我愛ニイ（1988年、NHK）
- 次郎長三国志 東海道の暴れん坊（1988年）
- 家々ドンドン（1991年、KTV）
- ふぞろいのイレブン（1993年、KTV） - 坂田先生

### Vシネマ
- 難波金融伝・ミナミの帝王シリーズ
- 闘龍伝2（1995年）
- なにわ遊侠伝（1995年）
- 実録・柳川組 柳川次郎伝説 完結（2002年）
- 実録・沖縄やくざ戦争2 いくさ世30年 抗争激化編（2002年）
- 実録・なにわ山本組 捨身で生きたる! 完結編（2003年）
- 実録・竹中正久の生涯 荒らぶる獅子 外伝（2004年）
- 総長賭博（2004年）
- 修羅場の侠たち 伝説の愚連隊・盟朋会（2005年）
- 修羅場の侠たち 伝説・河内十人斬り（2005年）
- 海賊仁義（2005年）
- 実録・武闘派極道史 八西会跡目抗争（2006年）

### ラジオ
- 本庄強のお笑い青年団（2014年、ラヂオきしわだ）
- 週刊!本庄強（2015年、3局ネット）

## 映画プロデュース
- 難波金融伝 ミナミの帝王（主演：竹内力）
- なにわ遊侠伝（1995年、主演：中倉健太郎）
- ナニワの用心棒（1999年、主演：目黒大樹）
- 実録・柳川組 シリーズ 全3作（2002年 - 2003年、主演：竹内力）
  - 実録・柳川組 大阪戦争百人斬り（2002年7月）
  - 実録・柳川組2 西日本征圧 報復（2002年10月）
  - 実録・柳川組3 柳川次郎伝説 完結（2003年3月）
- 実録・竹中正久の生涯 荒らぶる獅子（2003年、主演：小沢仁志）
- 鉄砲玉、弾ンだ（2004年、主演：小沢仁志）